# Sames d'Armènia
Sames o Samos d'Armènia (en armeni Շամուշ; en grec Σάμος) va ser un rei oròntida que va portar sempre el títol reial i no el de sàtrapa. Va regnar a la Commagena en el segle iii aC.
L'ascendència de Sames o Samos és desconeguda. Tanmateix, segons Cyril Toumanoff, potser era el fill d'Orontes III.

## Regnat
Cyril Toumanoff identifica Samos o Sames amb el rei d'Armènia anònim evocat per Memnó d'Heraclea que, després de la mort de Nicomedes I, rei de Bitínia, va acollir cap a l'any 250 aC al seu fill Zeiles, desposseït en benefici dels fills d'Etazeta, la segona esposa del seu pare. Després del seu exili a Armènia, Zeiles va tornar per reclamar la seva herència al front d'una tropa de Gàlates tolistobogis.
Sames es considera el fundador epònim de la ciutat de Samosata, la futura «Antioquia de Commagena», de la qual la primera menció data del 245 aC.
Regnava des de potser el 260 aC i hauria mort cap al 243 aC/240 aC. El seu successor Arsames I d'Armènia seria probablement el seu fill.